# Amabie

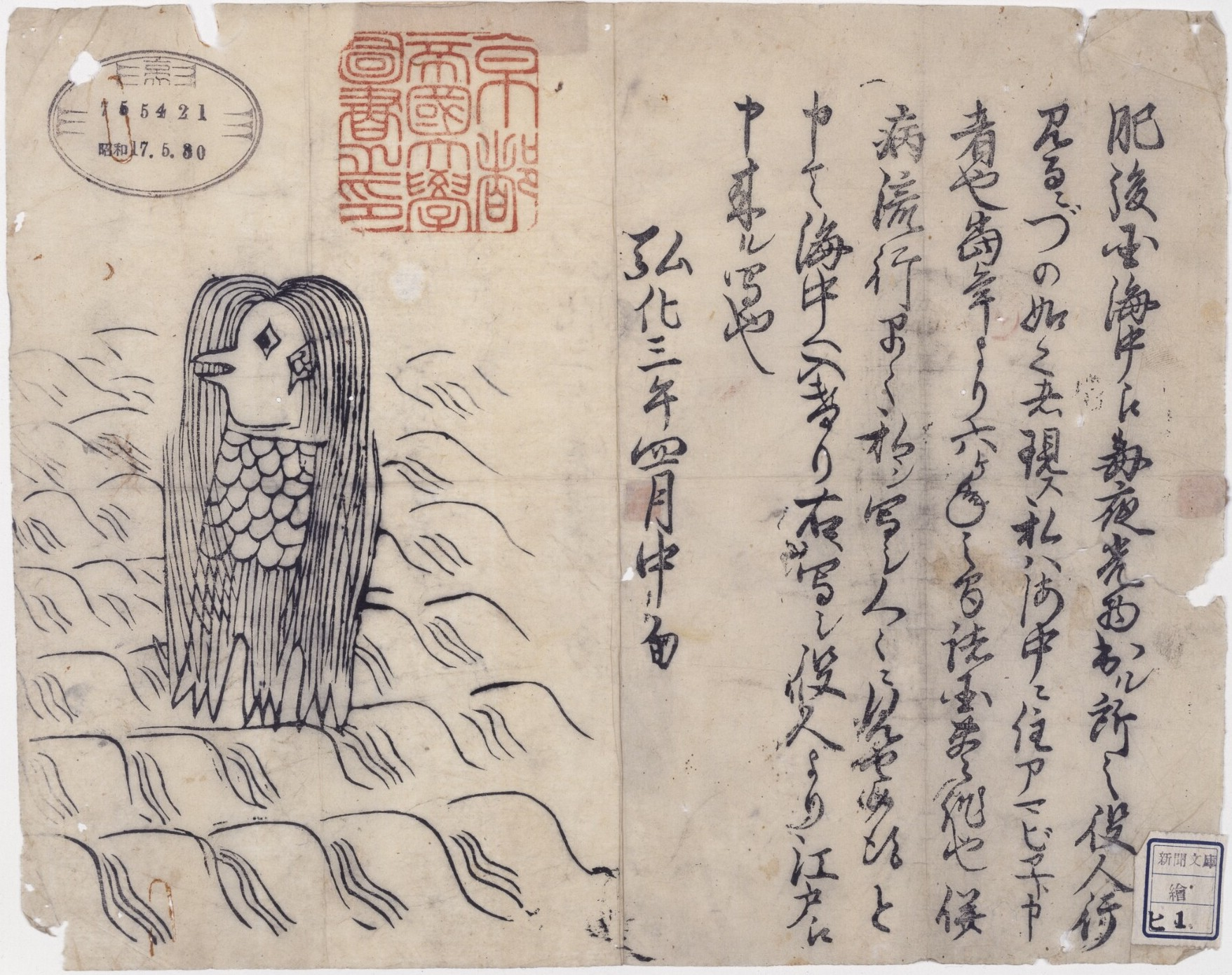
Impresión xilográfica de un amabie, 1846.

El Amabie (アマビエ?) es una variedad de yōkai perteneciente al folclore japonés. Es una criatura similar a una sirena, posee cabello largo, pico de ave, cuerpo cubierto de escamas y tres piernas. Según cuenta la leyenda, emerge del océano y vaticina una cosecha abundante o una epidemia.
Parece ser una variante del amabiko (アマビコ, アマヒコ, 海彦, 尼彦, 天日子, 天彦, あま彦), a veces denominado amahiko-nyūdo (尼彦入道?), también una criatura profética representada en forma de mono, ave o sin torso (asemejándose a un cefalópodo), y por lo general con tres piernas.

## Leyenda
De acuerdo con la leyenda, un amabie apareció en la Provincia de Higo (actual Prefectura de Kumamoto) a mediados del cuarto mes del tercer año kōka (mediados de mayo de 1846), en el período Edo. Un objeto brillante había sido visto en el océano casi todas las noches y el funcionario de la ciudad fue a la costa a investigar, lugar donde fue testigo de la aparición del amabie. Según el boceto realizado por este funcionario, la criatura tenía cabello largo, una boca similar al pico de un ave, poseía tres piernas y se encontraba cubierto de escamas desde el cuello hacia abajo. La extraña criatura se acercó al funcionario y se identificó como un "amabie", informando que vivía en mar abierto. Luego llegó a emitir una profecía: La buena cosecha continuará durante seis años a partir del año en curso; si aparece una enfermedad, haz un dibujo mío y muestrálo a los enfermos y ellos sanarán. Luego, regresó al mar. 
La historia fue impresa en el Kawaraban (瓦版, boletín estampado mediante bloque de madera), donde se estampó su figura y de esta forma la historia se diseminó por todo Japón.

## Amabiko

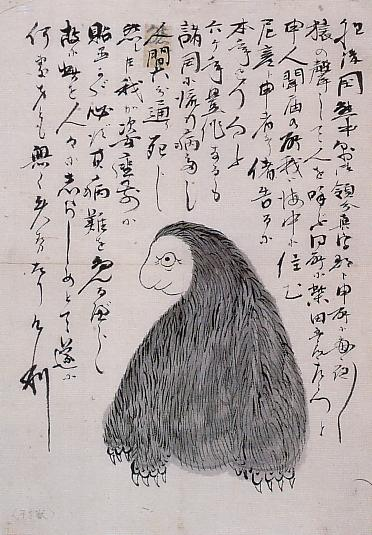
Amabiko (尼彦) vista en Higo, pintura, propiedad de Kōichi Yumoto 湯本豪一.

Existe un solo registro de un amabie, cuyo significado es incierto. Se ha conjeturado que este amabie era simplemente una copia incorrecta del "amabiko", un yōkai que puede considerarse idéntico. Al igual que el amabie, el amabiko es una criatura profetizadora de múltiples patas que prescribe la exhibición de su imagen para defenderse de la enfermedad o la muerte.
Existen al menos nueve relatos de los amabiko o amahiko (尼 彦) (var. Japonés: 海 彦, 天 彦) existentes (contando el amabie),, Cuatro describen apariciones en la provincia de Higo, uno informa que un Amabiko-nyūdo (尼 彦 入道, "el monje amahiko") en la vecina provincia de Hyuga (prefectura de Miyazaki). Más allá de los agrupados en el sur, dos están localizados en la provincia de Echigo en el norte.
Versiones carentes de torso: Un manuscrito ilustrado de un encuentro en Echigo, actualmente en poder de la Biblioteca de la Prefectura de Fukui presenta un amabiko similar a un cefalópodo que consiste de una cabeza con tres largos apéndices que están adosados a la misma, y carece de torso. Posee "pelo corto que crece por todo su cuerpo incluido su rostro, orejas similares a las humanas, ojos redondos y una boca levemente prominente". La criatura predijo que el 70% de la población de Japón moriría ese año, lo cual pudo ser prevenido gracias a exhibir su dibujo.
Versión similar a un simio: un amabiko similar a un simio (尼 彦), de la provincia de Higo aparece en una pintura propiedad de Kōichi Yumoto, una autoridad en el estudio de este yōkai. Su texto relata que las voces de simios escuchadas por la noche fueron localizadas por un Shibata Hikozaemon, quien descubrió este amabiko. Yumoto sostiene que esta pintura representa un cuadrúpedo. Pero también se realizaron copias impresas en masa de amabiko con aspecto de mono, con un texto muy similar, en el que parece tener 3 patas, según lo informado por el artículo de Yūbin Hōchi Shinbun con fecha del 10 de junio de 1876. Ambos textos identifican el avistamiento de la criatura parecida a un simio en Mana-kōri [?] (眞 字 郡), un condado inexistente en la provincia de Higo.
Amabiko-no-mikoto: El Amabiko-no-mikoto (天日子尊 Amabiko sagrado?), fue avistado en un sembradío de arroz en Yuzawa, Niigata, según lo informó el Tokyo Nichinichi shinbun 東京日日新聞 del 8 de agosto de 1875. La ilustración esquemática muestra una criatura que se asemeja a un muñeco daruma, sin pelo y cuatro piernas. Este ejemplo es único en cuanto a que no se lo avistó en el mar sino en un campo de arroz, expresó que servía a los dioses celestiales (del Shinto), y se le dio el título imperial/divino de "-mikoto".
Arie: Una criatura similar llamada arie (アリエ?), apareció en el condado de "Aotori-kōri", Provincia Higo, según el Kōfu Nichinichi Shimbun. Actualmente el periódico Yamanashi Nichinichi Shimbun 山梨日日新聞 del 17 de junio de 1876, si bien esta noticia fue desmentida por otro periódico.